# Brandon Brown (basket-ball, 1981)
Pour les articles homonymes, voir Brandon Brown et Brown.
Brandon Brown, né le 18 juin 1981, à Houma, en Louisiane, est un joueur américain de basket-ball. Il évolue aux postes d'ailier fort et de pivot.